# Danny White
Wilford Daniel White, detto Danny (Mesa, 9 febbraio 1952), è un ex giocatore di football americano statunitense che ha giocato nel ruolo di quarterback per i Dallas Cowboys della National Football League (NFL). Fu scelto nel corso del terzo giro (53º assoluto) del Draft NFL 1974. Al college giocò a football alla Arizona State University.

## Carriera professionistica

### Memphis Southmen (WFL)
I Dallas Cowboys scelsero White nel corso del terzo giro del Draft 1974 ma erano interessati a lui principalmente come punter, così decise di firmare con i Memphis Southmen della World Football League.
White condivise il ruolo di quarterback con John Huarte, guidando la squadra fino alle semifinali nella sua stagione da rookie e al secondo posto nella successiva. In quei due anni passò 2.635 yard e 21 touchdown in 30 gare, guidando la lega in punt nell'ultima stagione.

### Dallas Cowboys
Nel 1976 White firmò coi Dallas Cowboys dopo la chiusura della World Football League. Fino al 1979 fu il punter dei Cowboys e il quarterback di riserva della stella Roger Staubach. Dopo il ritiro di quest'ultimo a fine stagione, White divenne il quarterback titolare dei Cowboys e fino al 1984 rimase anche nel doppio ruolo di punter.
La più famosa gara da professionista di White fu senza dubbio quella dei playoff del 1980 contro gli Atlanta Falcons, in cui guidò Dallas alla vittoria in rimonta per 30-27 alla maniera di Staubach. Disputò anche una delle peggiori sconfitte nei playoff dei Cowboys, contro i San Francisco 49ers nella finale della NFC del 1981, divenuta famosa per il passaggio vincente di Joe Montana per Dwight Clark, una giocata divenuta nota semplicemente come "The Catch". White portò quasi i Cowboys alla vittoria della gara ma sbagliò di pochi centimetri il potenziale passaggio vincente per Drew Pearson. Nel 1982 fu convocato per il Pro Bowl e inserito nella formazione ideale della stagione All-Pro.
White guidò Dallas a tre finali della NFC consecutive (1980-1982) ma fu criticato poiché furono eliminati in ognuna di esse malgrado fossero sempre pronosticati come favoriti. White ricevette anche delle critiche per avere pubblicamente appoggiato i proprietari delle squadre durante lo sciopero dei giocatori del 1982. Tifosi e compagni di squadra iniziarono a chiedere che Danny fosse sostituito come quarterback titolare dei Cowboys da Gary Hogeboom, proveniente da una prestazione notevole nella finale della NFC del 1982 (persa contro i Washington Redskins). Nemmeno il fatto che la stagione 1983 fu statisticamente la sua migliore servì a placare i critici, dopo aver perso le ultime due gare della stagione contro Redskins (in casa) e 49ers, dopo una partenza con un record di 12-2. Ancora peggio andò nei playoff, dove Dallas fu eliminata nel primo turno dai Los Angeles Rams. Questo apparentemente costò a White il posto come titolare all'inizio della stagione 1984. Guidati da Hogeboom, i Cowboys partirono con un ottimo record di 4-1, ma dopo una sconfitta contro i St. Louis Cardinals e una partita negativa di Hogeboom, coach Tom Landry si convinse a fare tornare White come titolare. I Cowboys terminarono con un record di 9-7 ma mancarono l'accesso ai playoff per la prima volta negli ultimi dieci anni. Nella stagione successiva, con White come quarterback, la squadra terminò con un bilancio di 10-6 tornando ai playoff, dove fu sconfitta dai Los Angeles Rams.
Nel 1986, Dallas iniziò con un record di 6-2, potendo contare sul migliore attacco della lega e su White che aveva il miglior passer rating della NFC. Durante una gara in trasferta contro i New York Giants di Bill Parcells però, un sack dal lato cieco del linebacker dei Giants Carl Banks ruppe il polso di White, facendogli perdere tutto il resto della stagione. Dallas perse quella partita, 17-14, e senza White le fortune della squadra precipitarono, scendendo a un record di 7-9, la prima stagione con un bilancio negativo dei Cowboys dal 1965.
White fece il suo ritorno come titolare all'inizio del 1987 ma a causa delle sue prestazioni incostanti fu spostato in panchina in favore di Steve Pelluer in quattro delle ultime sei gare. Nel 1988, Pelluer si guadagnò il posto da titolare nel training camp, relegando White a quello di riserva. Apparve brevemente in due gare e nella seconda subì un infortunio al ginocchio che gli fece perdere tutto il resto della stagione. Si ritirò nell'aprile del 1989, aprendo la strada a Troy Aikman per prendere in mano le redini della franchigia in difficoltà.
Il fatto di essere il successore di Roger Staubach e di non aver mai raggiunto il Super Bowl, contribuirono a rendere White un giocatore poco apprezzato, considerando il successo che ebbe con i Cowboys durante gli anni ottanta. "Penso nessuno avrebbe potuto essere il successore di Roger e fare bene quanto Danny" affermò l'allenatore Tom Landry "Danny era un solido vincente".

## Palmarès

### Franchigia
- Super Bowl : 1

Dallas Cowboys: Super Bowl XII
- National Football Conference Championship: 2

Dallas Cowboys: 1977, 1978

### Individuale
- Convocazioni al Pro Bowl: 1

1982
- Second-team All-Pro: 1

1982
- College Football Hall of Fame

## Statistiche
| Anno   | Squadra | Passaggi | Passaggi | Passaggi | Passaggi | Passaggi | Corse | Corse | Corse | Corse |
| Anno   | Squadra | Comp     | Ten      | Yard     | TD       | Int      | Ten   | Yard  | Media | TD    |
| ------ | ------- | -------- | -------- | -------- | -------- | -------- | ----- | ----- | ----- | ----- |
| 1976   | DAL     | 13       | 20       | 213      | 2        | 2        | 6     | 17    | 2,8   | 0     |
| 1977   | DAL     | 4        | 10       | 35       | 0        | 1        | 1     | -2,0  | -2,0  | 0     |
| 1978   | DAL     | 20       | 34       | 215      | 0        | 1        | 5     | 7     | 1,4   | 0     |
| 1979   | DAL     | 19       | 39       | 267      | 1        | 2        | 1     | 25    | 25,0  | 0     |
| 1980   | DAL     | 260      | 436      | 3 287    | 28       | 25       | 27    | 114   | 4,2   | 1     |
| 1981   | DAL     | 223      | 391      | 3 098    | 22       | 13       | 38    | 104   | 2,7   | 0     |
| 1982   | DAL     | 156      | 247      | 2 079    | 16       | 12       | 17    | 91    | 5,4   | 0     |
| 1983   | DAL     | 334      | 533      | 3 980    | 29       | 23       | 18    | 31    | 1,7   | 4     |
| 1984   | DAL     | 126      | 233      | 1 580    | 11       | 11       | 6     | 21    | 3,5   | 0     |
| 1985   | DAL     | 267      | 450      | 3 157    | 21       | 17       | 22    | 44    | 2,0   | 1     |
| 1986   | DAL     | 95       | 153      | 1 157    | 12       | 5        | 8     | 16    | 2,0   | 1     |
| 1987   | DAL     | 315      | 362      | 2 617    | 12       | 17       | 10    | 14    | 1,4   | 1     |
| 1988   | DAL     | 29       | 42       | 274      | 1        | 3        | --    | --    | --    | --    |
| Totale |         | 1 761    | 2 950    | 21 259   | 155      | 132      | 156   | 482   | 3,0   | 8     |